# Phố Tàu Paris

Trung tâm thương mại Les Olympiades

Phố người Hoa Paris là khu phố châu Á nằm ở Quận 13 của thành phố Paris. Nơi đây tập trung nhiều người gốc Á như Trung Quốc, Việt Nam, Campuchia, Lào... sinh sống và buôn bán, tạo thành khu phố châu Á lớn nhất ở châu Âu. Khu vực chính của phố người Hoa gồm nhiều tòa nhà cao tầng nằm giữa hai cửa ô Choisy và Ivry. Dân cư ở đây nhiều người Trung Quốc đến từ quần đảo Polynesia và tỉnh hải ngoại Guyane của Pháp, các di dân Việt Nam và những người theo phong trào Indonesia độc lập đến từ quần đảo Nouvelle-Calédonie.
« Chợ người Hoa » hay « Phố người Hoa » là tên thông dụng của những người Việt tại Pháp dùng để chỉ khu phố này. Người Pháp gọi là đây là Quartier asiatique de Paris, có nghĩa Khu phố châu Á Paris.
| Métro Paris | Bến tàu điện ngầm: Maison Blanche, Porte de Choisy, Porte d'Ivry hoặc Olympiades |

## Khu phố Tàu

Bản đồ quận 13 với tam giác Choisy (xanh) và khu Olympiades (đỏ)

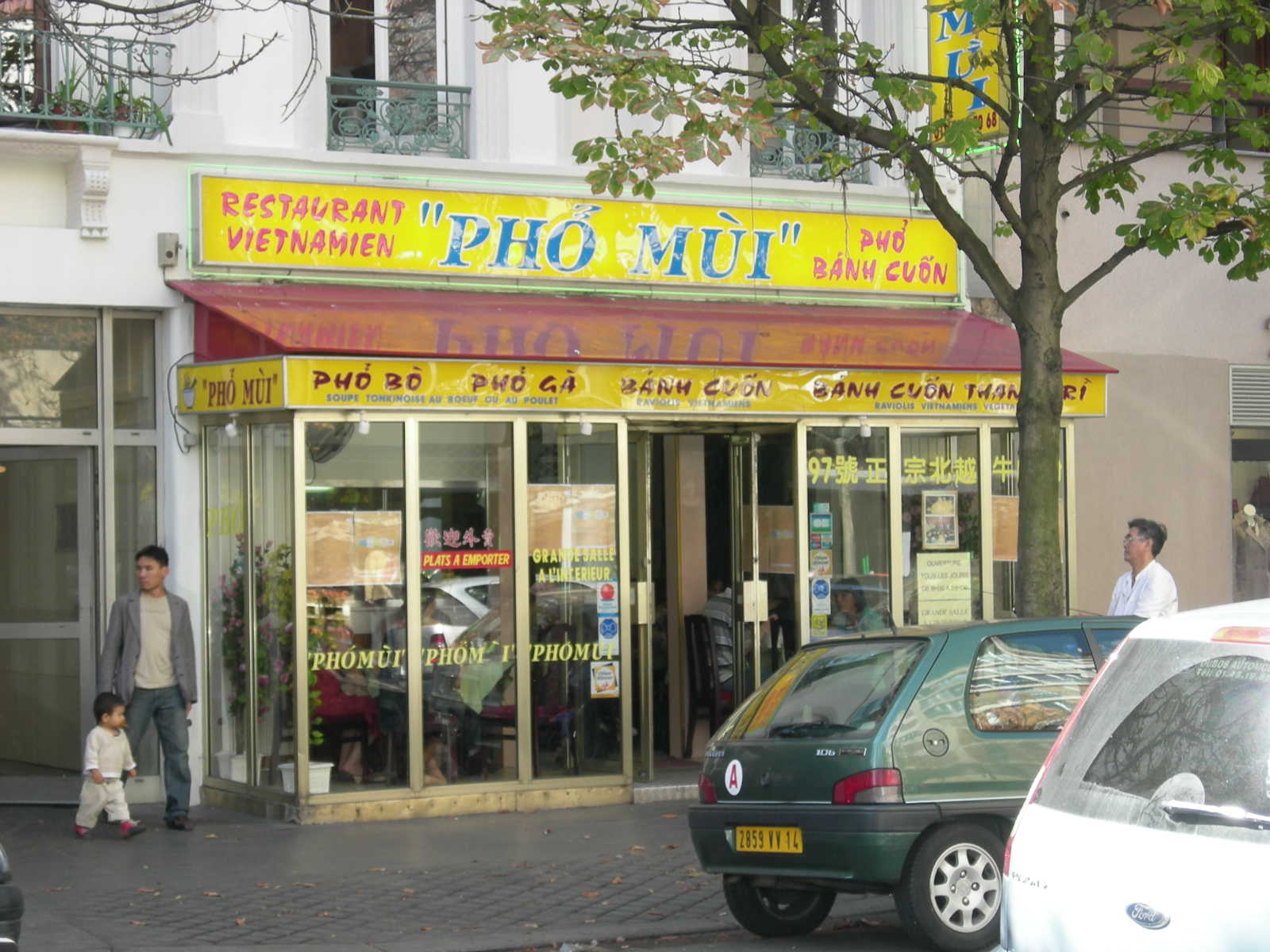
Nhà hàng Việt Nam Phở Mùi tại khu phố Tàu

Khu phố người Hoa chủ yếu nằm trong "tam giác Choisy" (tạo bởi ba đại lộ Choisy, Ivry và Masséna) và khu phố Olympiades cạnh đó. Ở đây, sự hiện diện của châu Á đặc biệt rõ nét với nhiều nhà hàng Trung Quốc, Việt Nam, Thái Lan... các siêu thị châu Á, các của hàng đồ thủ công mỹ nghệ, các đại lý vé máy bay cùng nhiều dịch vụ khác. Phố Tàu Paris không có được kiến trúc đẹp như ở London hay San Francisco mà gồm chủ yếu nhà cao tầng và các nhà hàng, cửa hàng... nằm ở hai bên các con phố. Trung tâm thương mại Olympiades tuy có mái cong như mái chùa nhưng lại được xây trước khi những người châu Á tới.
Ngược lại với vẻ bề ngoài, người châu Á không chiếm phần lớn dân cư ở đây. Nhưng Phố người Hoa là nơi gặp gỡ, giao lưu của người gốc Á thuộc vùng Île-de-France. Các cửa hàng của phố người Hoa cung cấp thực phẩm châu Á với những sản phẩm được nhập khẩu. Hai siêu thị châu Á lớn nhất ở khu vực này là Tang Frères và Paristore. Một siêu thị Tang Frères khác nhỏ hơn nằm ở gần quảng trường Italie, cách phố Tàu không xa. Vào dịp Tết âm lịch, đây cũng là nơi tập trung của dân châu Á với các lễ hội, múa lân, múa rồng.
Ngoài phố người Hoa ở Quận 13, một vài khu phố khác của Paris cũng tập trung nhiều người châu Á như Belleville, phố Rébeval. Khu phố Tàu cổ nhất nhưng lại ít dấu vết nhất là phố Maire ở khu Le Marais thuộc Quận 3. Một địa điểm của người châu Á khác nằm ở ngoại ô Paris, thuộc Marne-la-Vallée.

## Lịch sử
Từ thập niên 1920 đã có những sinh viên Trung Quốc sống ở Quận 13, nơi họ cùng với Chu Ân Lai thành lập chi bộ Đảng Cộng sản Trung Quốc tại Pháp. Thời kỳ này cũng có những sinh viên, người Việt Nam sống ở Paris.
Nhưng làn sóng nhập cư mạnh mẽ của người châu Á bắt đầu khoảng giữa thập niên 1970 lý do vì chiến tranh Việt Nam. Nhiều người Việt Nam di cư vì không muốn sống dưới chế độ mới sau chiến tranh. Một số người Lào cũng rời bỏ đất nước và những người Campuchia ra đi vì cuộc nội chiến. Đặc biệt, một số rất lớn trong những người lưu vong này là gốc Hoa và họ là những người lập nên khu phố Tàu Paris. Nhiều di dân xuất thân từ miền Nam Trung Quốc và tiếng Triều Châu, tiếng Quảng Châu được sử dụng phổ biến ở khu phố này.
Những người châu Á chọn Quận 13 vì ở đây còn nhiều căn hộ trống. Những tòa nhà vừa mới được xây dựng thuộc dự án Italie 13 đã không thành công trong việc thu hút những dân cư trẻ của Paris đến sống như dự định. Tiếp sau đó là làn sóng nhập cư của những người Campuchia, Thái Lan, Lào rồi những người Trung Quốc rời đất nước của họ những năm tiếp sau. Phố người Hoa được xem như trạm trú chân của nhiều dân nhập cư châu Á. Những người nhập cư trong làn sóng đầu tiên, trong nhiều trường hợp, đã chuyển đến sống ở các quận khác hoặc ra ngoài ngoại ô.
Những người nhập cư châu Á đã phải đối mặt với sự không thiện cảm của một bộ phận dân cư khu vực này, nhưng sau đó phần lớn đã chấp nhận. Và những người nhập cư này đã làm thay đổi bộ mặt và đời sống của khu phố.

## Các phố trong khu vực chính của Phố người Hoa

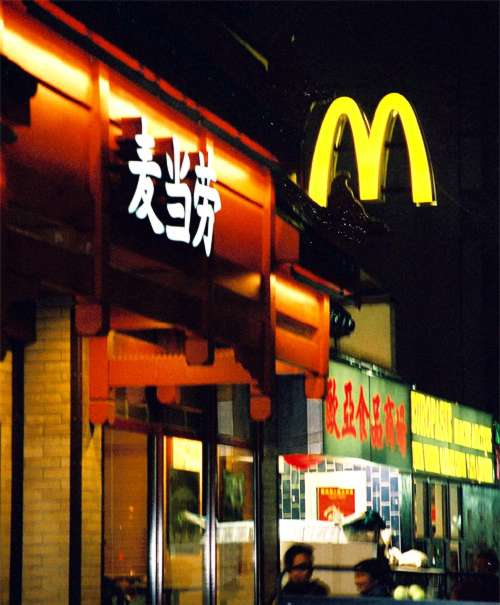
Quán ăn nhanh McDonald's ở phố Tàu

- Đại lộ Choisy
- Đại lộ Ivry
- Phố Baudricourt
- Phố Frères d'Astier de la Vigerie
- Phố Simone Well
- Phố Charles Bertheau
- Phố Point d'Ivry